# Edward Augustus Freeman
Edward Augustus Freeman (Harborne, 2 de agosto de 1824 – Alicante, 16 de março de 1892) foi um historiador, artista arquitetônico, e político liberal inglês que viveu no final do século XIX, no apogeu de William Ewart Gladstone, e um candidato ao Parlamento. Ocupou o cargo de Regius Professor de História Moderna na Universidade de Oxford, onde tutelou Arthur Evans; depois, ele e Evans seriam ativistas na revolta dos Bálcãs da Bósnia e Herzegovina (1874-1878) contra o Império Otomano. Após o casamento de sua filha Margaret com Evans, ambos colaboraram com o quarto volume de sua History of Sicily. Foi um escritor prolífico, publicando 239 obras distintas. Uma de suas obras mais conhecidas é History of the Norman Conquest (publicado em 1867-1876). Tanto ele como Margaret morreram antes de Evans comprar a terra de onde iria escavar o Palácio de Cnossos.

## Biografia

### Início de vida
Freeman nasceu em Abbey Metchley em Harborne, hoje um subúrbio de Birmingham. Seus pais, John Freeman e Mary Ann (Carless), usaram o nome do mês em que ele nasceu como seu nome do meio. Eram uma família modesta; no entanto, o avô paterno, Joseph Freeman, tinha sido um homem rico, e o proprietário de Pedmore Hall. Em sua morte, sua herança foi disputada, e os honorários dos advogados consumiram a maior parte da propriedade. O pai de Edward, o filho mais velho, e seus dois tios paternos, Keelinge e Joseph, receberam um pouco para se sustentar.
Sua mãe, Mary Anne, nascida Carless (ou Carlos), tinha ascendência nobre, descendente através de seu pai, William, então residindo perto de Birmingham, do mesmo coronel William Carless que tinha ajudado o futuro Carlos II a se escondeu de seus inimigos nos ramos do Carvalho Real após a batalha de Worcester, em 1651, a última da guerra civil inglesa. A família de Mary Anne ainda exibia os brasões de armas dados a eles.
A família nunca teve uma saúde muito boa. Eles atrasaram o batizando de Edward por um ano, na esperança de evitar a exposição pública de doenças contagiosas. A família estava presa por uma tragédia em novembro de 1824, quando o pai morreu de doença desconhecida, a mãe morreu quatro dias depois de tuberculose, e a filha mais velha, Mary Anne, então com 14 anos de idade, morreu de doença desconhecida no mesmo dia, 25 de novembro. Sua avó paterna, Emmete Freeman, imediatamente assumiu o comando dos três sobreviventes, Edward e suas duas irmãs, Sarah e Emma, com cerca de 13 e 10 anos de idade, respectivamente, levando-os à sua casa em Weston-super-Mare. Emma morreu em 1826, quando Edward tinha três anos.

### Educação
Freeman foi educado em escolas privadas e por um professor particular. Mesmo quando menino, estava interessado em assuntos religiosos, história e política externa. Ganhou uma bolsa de estudos para o Trinity College, Oxford, e uma segunda classe no exame de licenciatura, e foi eleito companheiro de sua faculdade (1845). Enquanto em Oxford, foi muito influenciado pelo movimento da Alta Igreja, e pensou seriamente em tomar ordens, mas abandonou a ideia. Se casou com a filha de seu ex-tutor, o reverendo R. Gutch, em 1847, e entrou em uma vida de estudo. Depois de algumas mudanças de residência, Freeman comprou uma casa chamada "Somerleaze", perto de Wells, Somerset, e lá se estabeleceu em 1860.

### Morte
Em 1886 Freeman foi forçado por problemas de saúde a gastar muito de seu tempo no exterior. Em fevereiro de 1892, visitou a Espanha em companhia de sua esposa e as duas filhas mais novas. Adoeceu em Valência no dia 7 de março, mas no dia 9 passou a Alicante, onde sua doença provou ser varíola. Ele morreu em Alicante no dia 16, e foi enterrado lá no cemitério protestante (agora referido como a seção "cemitério britânico" do Cementerio de Alicante). Deixou dois filhos e quatro filhas. A inscrição em sua lápide foi escrita por seu genro Sir Arthur Evans.